# Fort Jones (Kalifornia)
Fort Jones város az USA Kalifornia államában, Siskiyou megyében. Lakosainak száma 695 fő (2020. április 1.).

## Népesség
A település népességének változása:

| 2010 | 839 |
| 2020 | 695 |